# Ségolène Royal

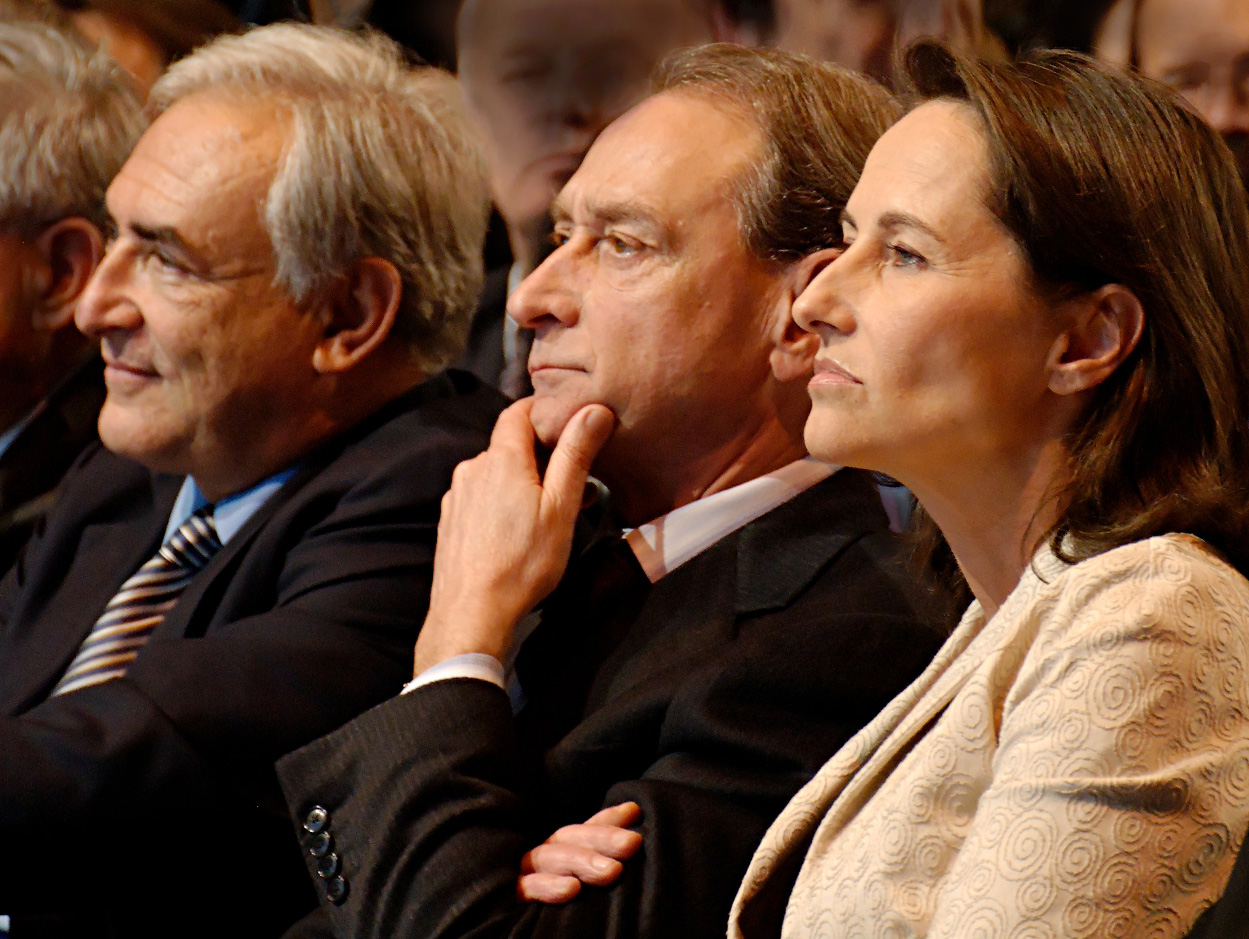
Ségolène Royal (bên phải) tại một cuộc gặp ngày 6 tháng 2 năm 2007 với Dominique Strauss-Kahn (trái) và Bertrand Delanoë (giữa)

Marie-Ségolène Royal (sinh ngày 22 tháng 9 năm 1953 tại Dakar, Senegal, Tây Phi thuộc Pháp), được gọi là Ségolène Royal (seɡɔlɛn ʁwajalⓘ), là một chính trị gia Pháp. Bà là chủ tịch Hội đồng Vùng Nouvelle-Aquitaine, một cựu thành viên của Quốc hội, cựu bộ trưởng trong chính phủ, và là một thành viên có ảnh hưởng của Đảng Xã hội Pháp. Người phụ nữ đầu tiên tại Pháp được chỉ định bởi một đảng lớn làm ứng cử viên trong cuộc bầu cử tổng thống Pháp năm 2007 nhưng đã thua cuộc trước Nicolas Sarkozy ngày 6 tháng 5 năm 2007.
Ngày 28 tháng 11 năm 2008, Royal tuyên bố tư cách ứng cử viên cho cuộc bầu cử Tổng thống Pháp trong cuộc bầu cử tổng thống năm 2012.

## Tuổi trẻ
Ségolène Royal ra đời tại một căn cứ quân sự ở Ouakam, Dakar, Senegal ngày 22 tháng 9 năm 1953, là con gái của Hélène Dehaye và Jacques Royal, một cựu sĩ quan pháp binh và trợ lý cho thị trưởng Chamagne (Vosges).
Cha mẹ bà đã sinh tám người con trong chín năm: Marie-Odette, Marie-Nicole, Gérard, Marie-Ségolène, Antoine, Paul, Henri và Sigisbert.
Sau khi học xong trung học, Marie-Ségolène vào trường đại học địa phương nơi bà tốt nghiệp ở vị trí thứ hai trong lớp ngành Kinh tế. Chị cả của bà sau đó hướng bà chuẩn bị cho kỳ thi đầu vào Sciences Po và bà được học bổng tại đây. Trong trường bà nghiên cứu chính trị của lớp và sự bình đẳng nam nữ. ("Sciences Po" khi ấy có tới 85% sinh viên thuộc tầng lớp trên người Paris và chủ yếu là nam giới). Mùa hè năm 1971, bà làm công không lương tại Dublin, Ireland. Năm 1972, khi 19 tuổi, Royal đã kiện cha mình vì ông từ chối li dị mẹ bà và trả tiền cấp dưỡng và tiền nuôi dạy con cho việc học tập của các con. Bà thắng kiện sau nhiều năm hầu toà, ngay trước khi Jacques Royal chết vì ung thư phổi năm 1981. Sáu trong tám người con đã từ chối gặp lại ông, trong đó có cả Ségolène.
Royal, như hầu hết giới tinh hoa chính trị Pháp, là người tốt nghiệp Trường Hành chính quốc gia (ENA). Bà học cùng lớp với người bạn đời trong 30 năm, François Hollande (bà gặp ông tại một bữa tiệc), và Dominique de Villepin (thủ tướng dưới thời Jacques Chirac). Mỗi năm học tại ENA đều có một tên riêng để phân biệt: Royal đã tìm cách để đặt tên lớp của bà theo tên Louise Michel, một nhà cách mạng hồi thập niên 187s, nhưng thay vào đó họ đã chọn cái tên "Voltaire". Trong thời gian ở ENA, Royal cũng bỏ chữ "Marie" có nguồn gốc lai ở họ bởi bà cho rằng việc cha bà lựa chọn nó cho các con gái là một quan điểm hạ thấp và cổ hủ về vai trò phụ nữ.

## Sự nghiệp chính trị
Sau khi tốt nghiệp năm 1980, bà được bầu vào làm như một thẩm phán (cố vấn) của một toà hành chính trước khi bà được cố vấn đặc biệt của Tổng thống François Mitterrand là Jacques Attali chú ý và tuyển dụng vào bộ máy của mình năm 1982. Bà giữ một chức vụ nhỏ của chargée de mission từ năm 1982 tới năm 1988.
Bà quyết định trở thành một ứng cử viên trong cuộc bầu cử lập pháp năm 1988; bà đăng ký tại Département thôn dã Tây Deux-Sèvres. Vị trí ứng cử viên của bà là một ví dụ về truyền thống chính trị Pháp parachutage (nhảy dù), chỉ định các nhân viên chính trị có tương lai "tại Paris" làm ứng cử viên tại các quận ở các tỉnh địa phương để thử nghiệm khí phách của họ. Bà tranh cử chống lại đối thủ đương nhiệm của UDF, và François Mitterrand được cho là đãnói với bà: "Cô sẽ không thắng, nhưng sẽ thắng ở lần sau." Dao động mạnh giữa các vùng Cơ đốc giáo và Tin lành, quận này đã nằm trong tay những người bảo thủ từ Thế chiến II.
Bà đã giành thắng lợi trước đối thủ có lợi thế và nhận xét: "Pour un parachutage, l'atterrissage est réussi." ("Trong một cuộc nhảy dù, hạ cánh là một thành công").

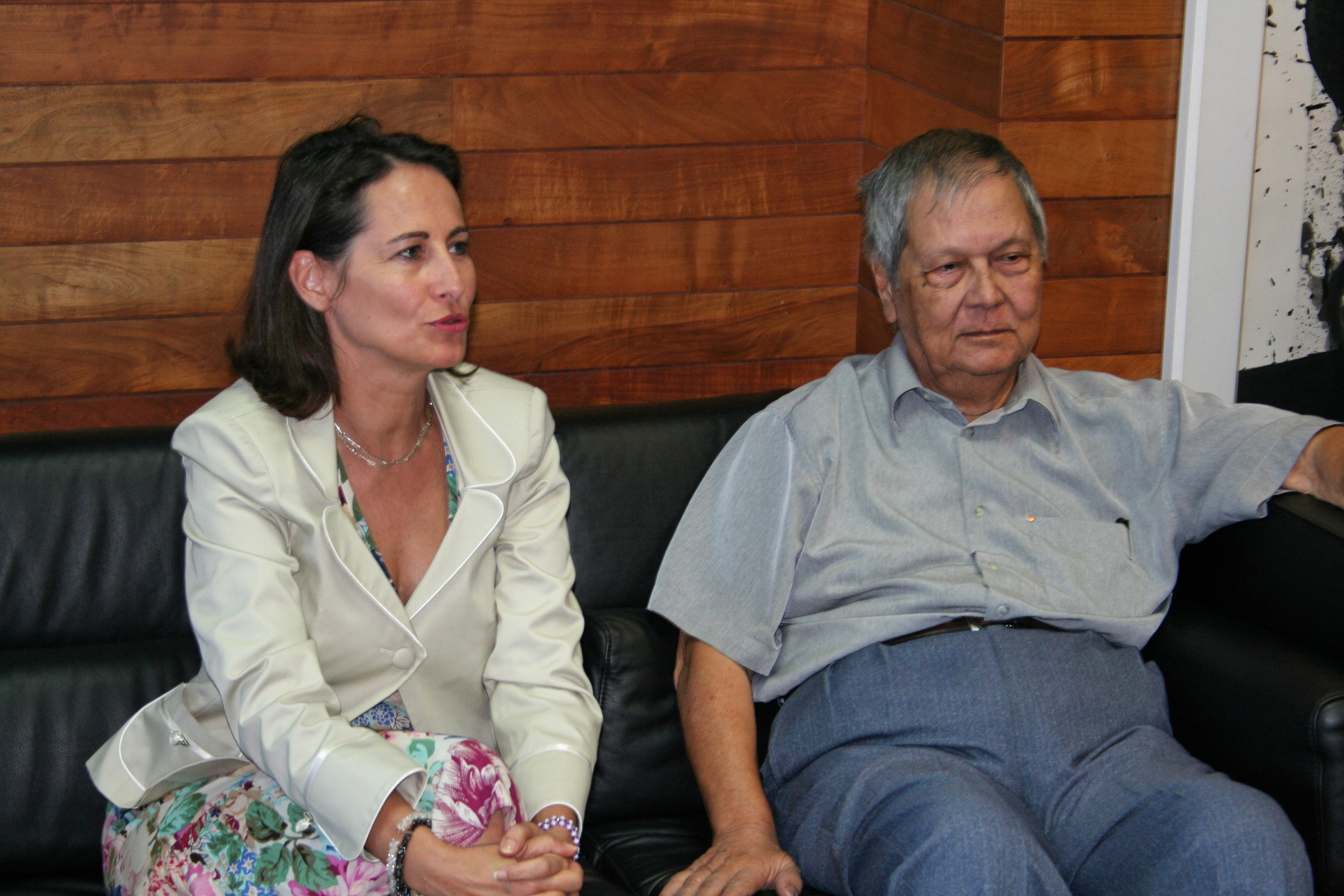
Royal với chính trị gia Đảo Réunion Paul Vergès năm 2006

Sau cuộc bầu cử này, bà làm đại diện tại Quốc hội cho Deux-Sèvres département (1988-1992, 1993-1997, 2002-2007).
Ngày 28 tháng 3 năm 2004, bà được bầu (với hơn 55%) làm chủ tịch vùng Nouvelle-Aquitaine, đánh bại ứng cử viên được bảo hộ của Thủ tướng Jean-Pierre Raffarin, Élisabeth Morin, trong vùng quê hương ông ta. Bà giữ ghế trong quốc hội cho tới tháng 7 năm 2007, khi bà lựa chọn không tham gia cuộc bầu cử lập pháp, theo thoả thuận với một trong những lời hứa trong chiến dịch tranh cử tổng thống của bà. Bà đã tổ chức một cuộc chạy đua giữa hai đối thủ; người chiến thắng, Delphine Batho, giành chiến thắng tại quận này cho bà và đảng của bà.

### Sự nghiệp chính trị
Chức vụ chính phủ
Bộ trưởng Môi trường: 1992-1993
Bộ trưởng Giáo dục: 1997-2000
Bộ trưởng Gia đình và Trẻ em: 2000-2001
Bộ trưởng Gia đình, Trẻ em và Người tàn tật: 2001-2002
Chức vụ bầu cử
Thành viên Quốc hội Pháp cho Deux-Sèvres: 1988-1992 (Trở thành bộ trưởng năm 1992) / 1993-1997 (Trở thành bộ trưởng năm 1997) / 2002-2007
Chủ tịch hội đồng Deux-Sèvres: 1992-1998
Chủ tịch hội đồng vùng Nouvelle-Aquitaine: Từ năm 2004
Uỷ viên hội đồng thành phố Trouville-sur-Mer: 1983-1986
Uỷ viên hội đồng thành phố Melle, Deux-Sèvres 1989-1995
Uỷ viên hội đồng thành phố Niort: 1995-2001

## Ứng cử viên tổng thống năm 2007

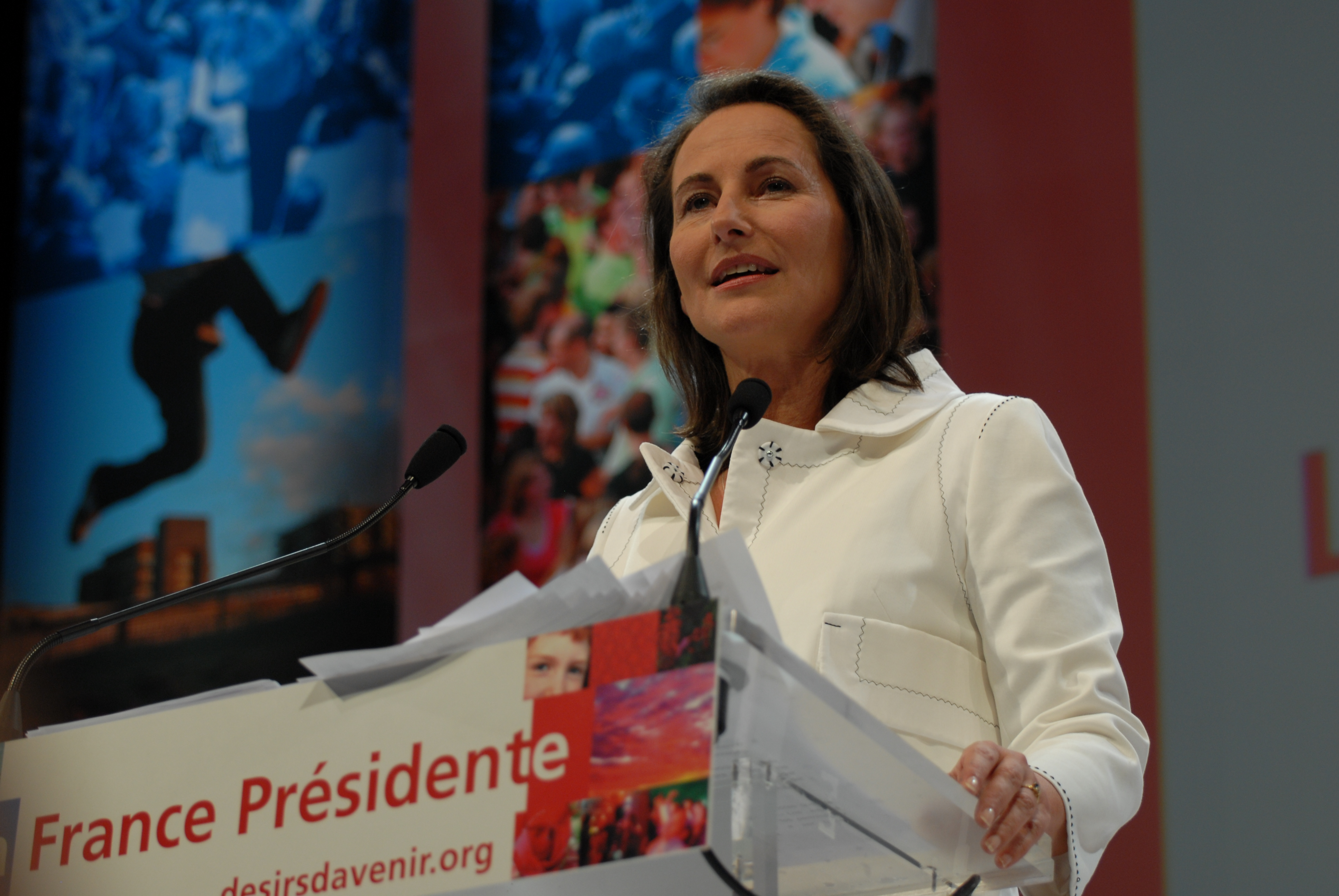
Royal trong chiến dịch tranh cử

Ngày 22 tháng 9 năm 2005 Paris Match xuất bản một cuộc phỏng vấn trong đó bà tuyên bố đang xem xét việc chạy đua cho chức tổng thống năm 2007. Năm 2006 luật CPE (Hợp đồng lao động đầu tiên) được đệ trình dẫn tới những cuộc tuần hành phản đối lớn. Thay vì đi theo sự phản đối có tổ chức, bà bỏ phiếu cho một luật ở "vùng" của bà theo đó không công ty nào sử dụng kiểu hợp đồng đó nhận được các khoản hỗ trợ của vùng. Chính phủ lùi bước và nói rằng điều luật sẽ được đưa vào trong một cuốn sách luật, nhưng nó sẽ không được áp dụng. Sau sự kiện này Royal được cho là đối thủ hàng đầu trong cái được gọi là cuộc đua "Sarko-Sego" chống lại Nicolas Sarkozy. Cho tới thời điểm đó, bà vẫn chưa được cho là một ứng cử viên có tiềm năng bởi bà vẫn đứng ngoài các cuộc tranh giành quyền lực của Đảng Xã hội.
Ngày 7 tháng 4 năm 2006, Royal tung ra một chiến dịch tranh cử trên internet tại địa chỉ Désirs d'avenir ("Desires for the future"), công bố mười điểm đầu tiên của bản công bố chính trị của mình.
Tới đầu tháng 9, những ý định của bà đã trở nên khá rõ ràng. Bà đã nói rằng chỉ sự phân biệt đối xử nam nữ lan rộng trong Đảng Xã hội đã khiến đảng không thể ủng hộ tư cách ứng cử viên của bà như nó phải làm nếu bà là một người đàn ông. Bà thông báo một đội chính thức để thực hiện chiến dịch của mình ngày 30 tháng 8. Ở thời điểm này, các cuộc thăm dò cho thấy bà được nhiều người ủng hộ hơn so với ứng cử viên gần nhất cựu Thủ tướng Lionel Jospin, và các nhân vật có ảnh hưởng khác của Đảng Xã hội là Dominique Strauss-Kahn, Jack Lang, một cựu Thủ tướng khác Laurent Fabius và François Hollande.
Vị trí ứng cử viên tổng thống của bà dường như tới gần hơn bao giờ hết ngày 28 tháng 9 năm 2006, khi Lionel Jospin thông báo ông sẽ không tham gia. Jack Lang theo sau. Ngày 16 tháng 11, Royal đánh bại Laurent Fabius và Dominique Strauss-Kahn trong vòng một của Đảng Xã hội Pháp, trở thành ứng cử viên của đảng trong cuộc bầu cử tổng thống năm 2007. Các thành viên Đảng Xã hội đã bỏ phiếu cho bà với tỷ lệ 60.69% và chưa tới 20% cho mỗi đối thủ. Bà tiành thắng lợi 101 trên 104 của fédérations của Đảng Xã hội, chỉ mất ba phiếu của Haute-Corse, Mayotte và Seine-Maritime (Seine-Maritime là vùng quê hương của Laurent Fabius).

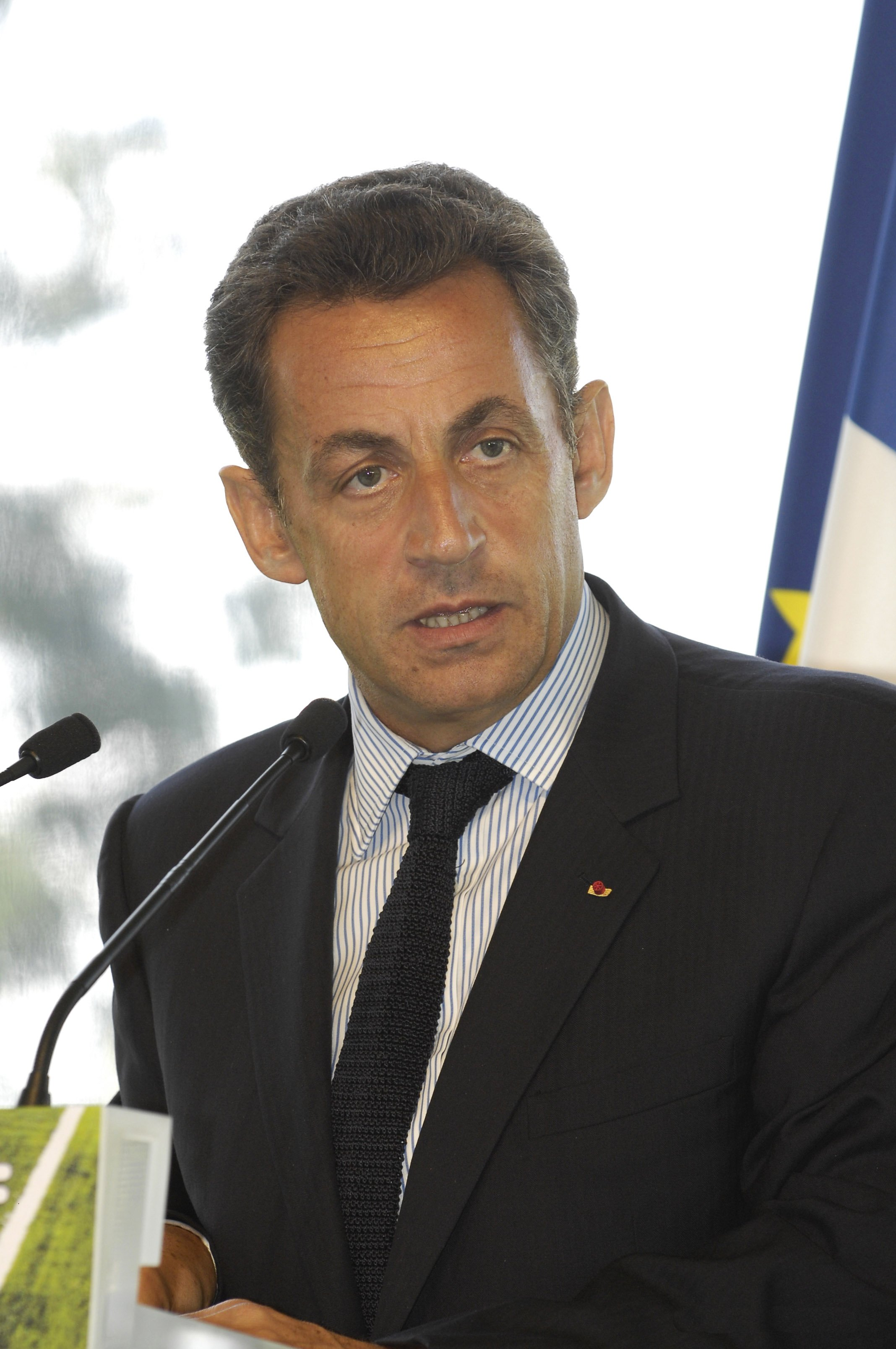
Nicolas Sarkozy là đối thủ của Royal trong cuộc bầu cử tổng thống.

Một trong những cố vấn hàng đầu bà, Éric Besson, đã từ chức ngay sau đó vì sự bất đồng về các chi phí cho chương trình này, mà ông cho là phải lên tới €35 triệu, trong khi những người khác trong đội muốn trì hoãn việc đưa ra con số đó. [Con số tương đương với quỹ của Sarkozy nhưng cao hơn của Bayrou, người trở thành một nhân vật đáng chú ý trong cuộc đua.] Điều này dẫn tới một sự chia rẽ cay đắng, và Besson đã viết một cuốn sách có tựa đề Qui connaît Madame Royal ? (Ai biết Bà Royal?), xuất bản ngày 20 tháng 3. Trong đó, Besson buộc tội Royal là người theo chủ nghĩa dân tuý, một người độc đoán và một người bảo thủ và nói rằng ông sẽ không bỏ phiếu cho bà và hy vọng bà sẽ không thắng cử. Sau đó ông gia nhập với đội của Sarkozy và được trao một chức nhỏ trong chính phủ tiếp theo ngày 18 tháng 5 năm 2007.
Sau vòng một cuộc bầu cử tổng thống, bà đối đầu với Nicolas Sarkozy ở vòng hai ngày 6 tháng 5 trong một cuộc chạy đua hai lần. 
Ở vòng bỏ phiếu cuối cùng ngày Chủ nhật mùng 6 tháng 5, đối thủ của bà Nicolas Sarkozy giành chức tổng thống với 53% số phiếu. Royal thừa nhận thất bại và chúc Sarkozy thành công, yêu cầu ông chú ý tới những người ủng hộ bà.
Sau này Royal tiết lộ bà đã đề nghị ứng cử viên trung tả đã thua cuộc, Francois Bayrou, chức thủ tướng nếu bà thắng cử.

## Cuộc bầu cử lãnh đạo Đảng Xã hội năm 2008
Ségolène Royal đã tham gia cuộc bầu cử lãnh đạo Đảng Xã hội để thay thế người chồng theo hôn nhân thực tế cũ Francois Hollande trong cương vị lãnh đạo đảng. Bà giành được đa số lớn nhất ở vòng một, nhưng chưa đủ để giành thắng lợi trực tiếp; cuối cùng bà bị đánh bại với chênh lệch nhỏ ở vòng hai bởi đối thủ Martine Aubry với khoảng cách chỉ là 42 phiếu. Sau một cuộc tái kiểm phiếu, Aubry được tuyên bố là người chiến thắng ngày 25 tháng 11 năm 2008, với chênh lệch nới rộng lên 102 phiếu. Royal đã thông báo ý định đòi xem lại kết quả. Bà cũng lên án các lãnh đạo đảng và người chồng cũ cho việc thua cuộc trong cuộc bầu cử năm 2007.

## Cuộc bầu cử tổng thống năm 2012
Bản mẫu:Crystal
Royal được cho là đang tìm kiếm khả năng tái đấu với Tổng thống đương nhiệm Nicolas Sarkozy trong cuộc bầu cử năm 2012. Theo một cuộc thăm dò ý kiến vào tháng 5 năm 2008, 33% người ủng hộ cánh trung tả Pháp coi bà là lựa chọn tốt nhất cho cuộc bầu cử tổng thống năm 2012. Một cuộc thăm dò khác vào tháng 5 năm 2008 cho thấy nếu các cử tri pháp có thể được bỏ phiếu lại, họ sẽ bầu cho Royal với tỷ lệ 53% so với Sarkozy với 47%.

## Những lời đồn thổi về các vấn đề cá nhân

Ségolène Royal và François Hollande tại một cuộc vận động cho cuộc bầu cử nghị viện ngày 29 tháng 5 năm 2007

Tháng 1 năm 2007 một lời đồn đại dai dẳng lan truyền trên internet rằng Royal và Hollande đã trồn nộp thuế đoàn kết trên tài sản bằng cách để ba cơ ngơi của họ thuộc sở hữu một công ty bất động sản tư nhân. Nó diễn ra ngay sau một cuộc tranh cãi về việc trốn thuế của ca sĩ và người li hương vì thuế Johnny Hallyday, người bị Royal và những người khác chỉ trích.) Sau khi đại biểu UMP Jacques Godfrain hoạ theo những lời buộc tội, Royal và Hollande công khai tình trạng tài sản của họ, và cho thấy quả thực họ đã trả khoản thuế. Ngoại trừ với Sarkozy, các ứng cử viên chính khác đều đã làm theo, và Hollande thông báo rằng ông đang kiện Godfrain và một tờ báo về những lời cáo buộc trên.
Ngày 18 tháng 1 năm 2007 Royal đình chỉ người phát ngôn của mình Arnaud Montebourg trong vòng một tháng, sau khi ông châm biếm trên một chương trình tivi rằng "Ségolène Royal chỉ có một sai lần: người chồng của bà". Điều này diễn ra giữa những đồn thổi về một sự rạn nứt giữa Royal và Hollande. Tháng 6 năm 2007, bà thông báo sự chia tay của hai người.
Từ khi chia tay, các quan hệ chính trị giữa Royal và Hollande trở nên căng thẳng, dù cả hai nói rằng họ vẫn là những người bạn. Trong cuộc bầu cử lãnh đạo Đảng Xã hội năm 2008, Hollande ủng hộ một ứng cử viên khác, và Royal đã lên án ông cùng ban lãnh đạo đảng cho thất bại trong cuộc bầu cử tổng thống năm 2007 của bà. Hollande, từng có quan hệ với một nhà báo cho tới khi chia tay, đã tìm cách quay trở lại với Royal, nhưng bà đã từ chối.

## Chính sách
Royal đã có ý định thực hiện chiến dịch tranh cử trên các vấn đề gia đình và xã hội, chứ không phải trên các vấn đề kinh tế và chính sách đối ngoại. Ví dụ, bà đã thực hiện các chiến dịch chống lại việc để trẻ em tiếp cận với các chương trình truyền hình bạo lực, gồm cả phim hoạt hình (xem cuốn sách năm 1989 của bà, được liệt kê dưới đây, Le Ras-le-bol des bébés zappeurs, được tạm dịch thành "The Channel-Surfing Kids Are Fed Up"), và ở mức độ rộng lớn hơn đã có một lập trường về nhiều vấn đề liên quan tới các giá trị gia đình và bảo vệ trẻ em.

### Kinh tế
Những người theo chủ nghĩa tư bản phải sợ hãi. Không có cách nào khác. Họ không thể cứ áp đặt mọi người như họ muốn. Họ phải có trách nhiệm.

Royal phản đối sự di chuyển việc làm giữa các quốc gia EU và chuyển công việc tới các nước đang phát triển.
Royal đã nói như một phần của cơ sở 100 điểm của bà nếu được bầu, bà sẽ tăng lương bổng nhà nước tối thiểu lên 5%, tăng lương tối thiểu hàng tháng lên €1,500 ($2,250), tăng chi phí cho những công dân tàn tật, áp dụng các khoản đặt cọc thuê mướn do nhà nước chi trả cho những công dân nghèo nhất, và đảm bảo việc làm hay dạy nghề cho mọi sinh viên trong vòng sáu tháng từ khi tốt nghiệp. Bà cam kết xoá bỏ hợp đồng lao động mềm dẻo cho các công ty nhỏ. Bà cam kết tự do tránh thai cho mọi nữ thanh niên và một khoản cho vay không lãi €10,000 cho thanh niên. Bà không trực tiếp đề cập tới việc liệu các khoản thuế phụ trợ có cần thiết để gây vốn cho các chương trình đó không, nói rằng chúng có thể được chi trả bằng cách cắt giảm phung phí trong chính phủ.

### Môi trường
Trang web của Đảng Xã hội nói rừng trong thời kỳ bà giữ chức Bộ trưởng môi trường, 1992-1993, Royal đã hoạt động tích cực và thành công trong việc đưa ra "Luật về xử lý và tái sử dụng rác" (La loi sur le traitement et le recyclage des déchets), "Luật bảo tồn nông thôn" (La loi sur la reconquête des paysages), một chiến dịch "Bảo vệ vùng nông thôn của chúng ta, thưởng thức những sản phẩm từ nông thôn" để cung cấp nhãn hiệu chính xác hơn cho các sản phẩm của 100 vùng địa phương (opération « Sauvons nos paysages, savourons leurs produits »), và "Luật chống ô nhiễm tiếng ồn" (La loi de lutte contre le bruit). Bà tiến hành bồi thường co những người bị ảnh hưởng xấu từ tiếng ồn của sân bay.

### Giáo dục
Trong thời kỳ làm Bộ trưởng Gia đình, Trẻ em và Người tàn tật, 2000-2002, Royal rất tích cực trong việc tái khởi động chương trình Các vùng Ưu tiên Giáo dục (ZEP / zone d'éducation prioritaire), việc thành lập một chương trình do sinh viên và chính phủ cùng thực hiện, việc áp dụng giảng dạy ngôn ngữ như một ưu tiên ở các trường tiểu học, việc thành lập chương trình giám hộ gia đình, Heures de Soutien Scolaire, và việc tạo lập các chương trình có sự tham gia của cha mẹ tại các trường học, "la Semaine des parents à l'école", và các chiến dịch toàn quốc để bầu các đại biểu cha mẹ. Bà cũng cổ động cho việc thành lập các hợp đồng giáo dục địa phương và giáo dục công dân, chương trình "Initiatives citoyennes" để dạy trẻ em cách cùng sống, luật về "Bảo vệ quyền trẻ em và chống lại bạo lực trường học" (Loi de juin 1998 relative à la prévention et à la répression des infractions sexuelles ainsi qu'à la protection des mineurs), "Chiến dịch chống các nghi thức bắt nạt trong giáo dục đại học" (Loi de juin 1998 contre le bizutage), "Chiến dịch chống bạo lực và gangster" gồm cả việc áp dụng số điện thoại "SOS Violence", và áp dụng giảng dạy các trách nhiệm của công dân trong trường cấp hai.
Tháng 1 năm 2006, bà đã chỉ trích các giáo viên cấp hai (các công nhân dịch vụ công của nhà nước) thực hiện các bài dạy riêng ngoài giờ học, nói rằng họ cần phải bỏ thêm nhiều thời gian ở trường. Khi một đoạn video lậu về bài diễn văn xuất hiện trên Internet vào tháng 11 năm 2006, liên đoàn giáo viên SNES đã phản đối bà, yêu cầu bà rút lại lời đề nghị.

### Các vấn đề gia đình và xã hội

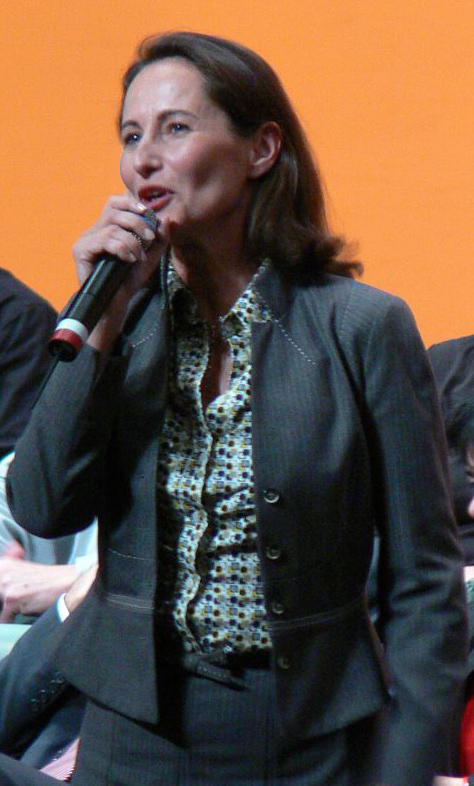
Ségolène Royal nói chuyện trước một đám đông ở Nantes

Năm 1989, Ségolène Royal viết một cuốn sách có nhan đề The Channel-Surfing Kids Are Fed-Up, trong đó bà chỉ trích phim hoạt hình Nhật Bản (khi ấy đang thống trị trên một số chương trình TV) là có chất lượng kém và có hại cho trẻ em.
Royal ủng hộ, và đã làm việc cho "Đạo luật về các quyền và nghĩ vụ của cha mẹ" (Loi sur l'autorité parentale), "Cải cách quyền phụ nữ và đạo luật sinh đẻ ẩn danh" (l'accouchement sous X), việc thành lập quyền nghỉ khi làm cha mẹ, việc thành lập 40,000 chỗ mới trong các trường y tá, và Cải cách nhà ở xã hội. Bà hoạt động tích cực trong các chiến dịch đề nghị "Dự tính thời gian nghỉ của cha mẹ và hỗ trợ tài chính chăm sóc trẻ ốm", Hỗ trợ giáo dục đặc biệt (parents d'enfants handicapés), "Bố trí lợi ích cho các sinh viên bắt đầu năm học mới" (Allocation de rentrée scolaire), và "Đạo luật Mại dâm trẻ em" (Loi contre la prostitution des mineurs) quy định các biện pháp hình sự chống lại khách hàng. Royal đã ủng hộ "Luật chống lại việc mang thai trẻ em", việc thành lập hội "Trẻ em và Truyền thông" (Enfance et média) chống lại bạo lực trên truyền thông, việc thành lập Plan Handiscole để giáo dục thanh niên và trẻ em tàn tật và sự hội nhập của họ vào đời sống trong trường học, các chương trình giao thông cho cộng đồng và cá nhân, việc thành lập chương trình "Du lịch và người tàn tật" (Tourisme et handicap).
Năm 2009, bà tuyên bố mình bị sốc bởi những lời bình luận của giáo hoàng Benedict XVI về sự vô ích của bao cao su trong việc phòng chống AIDS.
Khi bà chấp nhận tư cách ứng cử viên tổng thống của Đảng Xã hội, Royal đã nói, "Có sự tương quan mạnh giữa vị thế của phụ nữ và tình trạng có pháp lý hay không có pháp lý của một nhà nước." Theo một bài báo trên Ms. magazine, phụ nữ Pháp hiện nhận 80% so với mức lương của một nam giới đồng cấp.
Royal từng là một người chỉ trích tính bạo lực trên TV từ nhiều năm. Trong quá khứ bà đã phát biểu các ý kiến liên kết tình trạng bạo lực của thành niên với việc tiếp cận phim ảnh khiêu dâm và bạo lực trên TV. Bà cũng miêu tả chương trình Loft Story của M6, bắt chước chương trình Big Brother TV series nổi tiếng, trái ngược với phẩm giá con người và có nguy cơ biến khán giả thành những kẻ tò mò rình trộm thay vì cung cấp chương trình có giá trị.
Một đạo luật được thông qua tháng 2 năm 2002, được Royal đề xuất thay mặt cho chính phủ Jospin, cho phép một số quyền cha mẹ được trao cho các đối tác cùng giới tính. Điều luật đã thay đổi Điều 377 của Luật Dân sự khi cho phép cha mẹ yêu cầu một thẩm phán chia quyền cha mẹ của ông/bà ta với một đối tác. Điều 377-1, được điều luật thêm vào, đảm bảo rằng "sự uỷ thác có thể cung cấp, cho những nhu cầu giáo dục của một đứa trẻ, rằng người cha và người mẹ, hay một người trong số họ, sẽ chia sẻ toàn bộ hay một phần việc thực hiện quyền cha mẹ với một người uỷ thác thứ ba".
Trong một cuộc phỏng vấn tháng 6 năm 2006 với LGBT xuất bản Têtu, Royal nói "việc mở rộng hôn nhân cho những cặp đồng giới là cần thiết về sự bình đẳng, tầm nhìn và sự tôn trọng" và nói rằng nếu đảng của bà được quyền thành lập chính phủ tiếp theo bà sẽ đề xuất và một đạo luật hợp pháp hoá hôn nhân đồng giới.
Theo website chiến dịch tranh cử năm 2007 của bà, Royal đã ủng hộ một chính sách tăng thêm nhà tù và ủng hộ việc thành lập các điều kiện tốt hơn bên trong các định chế hình sự. Website nói rằng bà ủng hộ một hệ thống phục hồi cho những người phạm tội và tái hoà nhập họ vào cộng đồng.

## Chính sách đối ngoại
Quan hệ nước ngoài là một trong những trách nhiệm chính của Tổng thống Pháp. Ban đầu bà dường như ít có ý kiến về các chủ đề quan trọng, như việc gia nhập Liên minh châu Âu của Thổ Nhĩ Kỳ, chỉ phát biểu đơn giản rằng, "ý kiến của tôi là ý kiến của người dân Pháp." Về một vấn đề quan trọng khác là chủ đề chương trình vũ khí hạt nhân của Iran, Royal dường như cũng bày tỏ ý kiến khá vắn tắt. Ban đầu bà có lập trường rất cứng rắn trong một cuộc tranh luận trên truyền hình, cho rằng mọi chương trình năng lượng hạt nhân ở Iran phải bị ngăn chặn bởi nó đương nhiên sẽ dẫn tới việc sản xuất vũ khí hạt nhân. Khi bà bị các chính trị gia Pháp chỉ trích vì không hiểu Hiệp ước không phổ biến vũ khí hạt nhân – trao cho bên ký kết quyền sử dụng năng lượng hạt nhân vào các mục đích hoà bình – Royal đã có lập trường mềm mỏng hơn và thông qua một người phát ngôn, nói rằng một chương trình hạt nhân dân sự cần phải được cho phép khi các thanh sát viên của Liên hiệp quốc được phép tiến hành giám sát.

### Thăm viếng quốc tế
Từ tháng 12 năm 2006 Royal đã tăng cường các chuyến đi ra nước ngoài nhằm tăng kinh nghiệm và quan hệ đối ngoại, nhưng những nỗ lực của bà đã gặp trở ngại bởi một loạt những sai lầm, mà các đối thủ của bà trong UMP nhanh chóng lợi dụng.

#### Trung Đông
Đầu tháng 12 năm 2006 tranh cãi đã nổ ra sau một chuyến đi ngắn của bà tới Trung Đông. Gặp gỡ chính trị gia Hezbollah Ali Ammar, bà phản đối việc ông sử dụng uyển ngữ "thực thể Do Thái," nhưng không tranh cãi với việc ông so sánh các lãnh thổ Palestine với nước Pháp dưới sự chiếm đóng của Đức trong Thế chiến II. Điều này đã gây ra sự phản đối tại Pháp và tại Israel điểm dừng chân tiếp theo của Royal. Tuy nhiên, đại sứ Pháp tại Liban, Bernard Emié, đã ủng hộ việc bà giải thích rằng bà đã không nghe "những lưu ý có tính gây hấn" - cuộc thảo luận diễn ra thông qua một phiên dịch do nghị viện Liban cung cấp. Cũng trong chuyến đi này, Royal đã cảm ơn vị bộ trưởng vì đã tỏ ra rất "thẳng thắn" khi ông miêu tả chính sách đối ngoại của Hoa Kỳ tại Trung Đông là "sự điên rồ không giới hạn của Mỹ."

#### Trung Quốc
Royal đã tới thăm Trung Quốc vào tháng 1 năm 2007; sau khi nói chuyện với một luật sư Trung Quốc bà đã lưu ý với báo chí rằng ông đã chỉ ra cho bà rằng hệ thống pháp lý Trung Quốc là "nhanh nhạy" hơn hệ thống pháp lý của Pháp. Bà ngay lập tức bị các đối thủ tại quê nhà nhắc nhở rằng hệ thống Trung Quốc ra lệnh thực hiện 10,000 vụ hành quyết mỗi năm, và rằng các luật sư biện hộ ở đó phải được Đảng Cộng sản cho phép hoạt động. Trên thực tế, bà bảo vệ tốc độ pháp lý thương mại.
Tuy nhiên bà đã lưu ý những người chủ nhà về số phận của ba nhà báo Trung Quốc mới bị bỏ tù gần đó, và chỉ trích sự dễ bảo của các thương gia Pháp trong việc xử lý các thị trưởng mới như Trung Quốc. Royal bị Pháp và truyền thông quốc tế chỉ trích bởi cái gọi là 'làm xấu đi ngôn ngữ Pháp' trong một soundbite tại Vạn lý trường thành ở Trung Quốc. Bà đã dùng từ bravitude thay cho từ bravoure, có nghĩa bravery.

#### Canada: Ủng hộ phong trào độc lập Quebec
Tháng 1 năm 2007, trong một cuộc gặp với lãnh tụ đối lập Quebec và cũng là lãnh đạo Parti Québécois André Boisclair, bà tuyên bố sự ủng họ của mình cho phong trào chủ quyền Quebec và mục tiêu ly khai khỏi Canada gây nhiều tranh cãi của nó. Royal nói rằng Quebec và Pháp có nhiều giá trị trung, gồm cả "chủ quyền và tự do của Quebec." Ngay sau đó, Royal đã nhận một cuộc điện thoại từ Gérald Dahan giả là Thủ tướng Quebec Jean Charest, và bị lừa vào một trò châm biếm về độc lập của Corse: "Không phải tất cả người đều phản đối." Sau đó bà thêm, "Nhưng đừng nhắc lại điều đó không chúng ta sẽ rơi vào một vụ scandal khác đấy."

#### Về Afghanistan
Ngày 5 tháng 4 năm 2007, khi bình luận về vụ bắt cóc hai nhà báo Pháp của Taliban tại Afghanistan, Royal đã kêu gọi áp dụng những biện pháp trừng phạt của Liên hiệp quốc chống lại các chế độ như Taliban. Lời bình luận này bị đa số mọi người coi là việc Royal không hiểu rằng Taliban đã không còn là lực lượng đại diện cho chính phủ Afghanistan nữa.

## Đời sống cá nhân

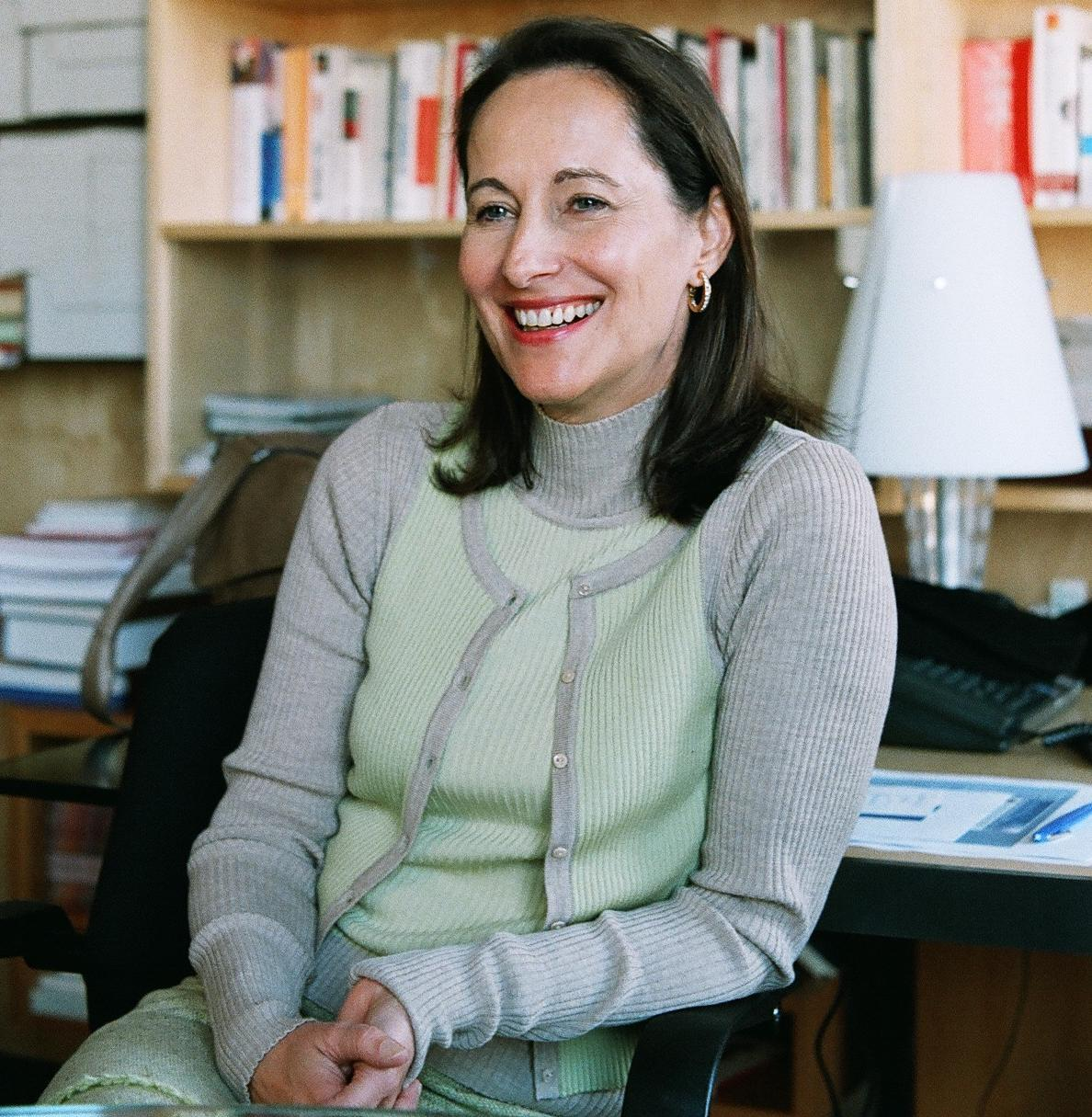
Ségolène Royal, 02/01/2006

Từ cuối thập niên 1970, Ségolène Royal là người bạn đời không hôn thú của François Hollande, cựu lãnh đạo Đảng Xã hội Pháp, người bà gặp tại ENA. Hai người có bốn con: sinh viên luật Thomas (sinh năm 1984), Clémence (sinh năm 1985), Julien (sinh năm 1987) và Flora (sinh năm 1993). Họ không kết hôn và cũng không ràng buộc trách nhiệm bởi một PACS (pacte civil de solidarité, quy định sự cùng chung sống giữa hai người trưởng thành, không cần biết tới giới tính), trái ngược với những lời đồn đại. Một cơ quan thông tin đã tiết lộ sự chia rẽ của họ vào tháng 6 năm 2007, sau cuộc bầu cử lập pháp. Theo tờ Guardian, bà đã yêu cầu Hollande "ra khỏi nhà" và theo đuổi tình yêu mới của mình "vốn đã được tường thuật chi tiết trong những cuốn sách và trên những tờ báo"—ám chỉ tới một chủ đề gây nhiều bàn cãi đã được nhiều nhà báo tường thuật về cách làm như thế nào Holland đã có mối quan hệ từ lâu với một nhà báo.
Con trai lớn của Royal, Thomas Hollande, là một cố vấn cho bà trong chiến dịch tranh cử tổng thống, làm việc tại một website được thiết kế để kêu gọi các cử tri trẻ tuổi.
Anh/em trai của bà là Antoine đã đặt tên người anh em của mình là Gérard Royal như tên người điệp viên đã đặt bom đánh đắm con tàu Rainbow Warrior của tổ chức Hoà bình xanh. Nhưng những nguồn tin khác cho rằng tuyên bố này là cường điệu và rằng Gérard là thành viên của một đội hậu cần.
Em họ của Royal, Anne-Christine Royal, theo họ cha và từng là một ứng cử viên của Mặt trận Quốc gia cực hữu trong một cuộc bầu cử địa phương tại Bordeaux.